# 축생도 (만화)
축생도는 최지룡의 만화이다. 2004년 그의 홈페이지에서 총 8부작으로 연재했다.

## 개요
이 만화는 최지룡의 총 8부작 만화로써, 한 사람의 인생이 부패 한 사회 속에서 어떻게 추락하는지 적나라하게 보여 준다. 또한, 등장인물의 복식과 배경은 독일과 일본식을 혼합한 것이다.

## 줄거리
부패한 경찰관 베르하르트는 오늘도 운전자를 상대로 뇌물을 갈취하다가 아들인 히카루를 보러 집에 간다. 히카루는 상처가 나 있었다. 베르하르트는 왜 상처가 났는지 물어본다. 그는 웬스턴의 아들이 했다는 것을 듣게 된다. 분노한 베르하르트는 휴가를 내고는 그의 아들을 죽인다. 이후 그는 상부에서 내려온 지시사항 중에 공평당에 관한 것을 듣게 되고 진압작전에 나가게 된다. 그 와중에 닥터 발렌티노이는 "이 사회의 모순에 분노하는" 의사를 만나게 되면서 달라진다. 그는 닥터 발렌타인의 권고에 따라 공평당에 가입한다. 화폐 위조 등 다양한 활동을 한다. 결국 훈장을 받기에 이른다.
한편 천축국 사령부는 국경을 넘어 침공해 온다. 국군은 저항하지만 패배한다. 그 모습을 본 베르하르트는 자신이 훈장을 받았으므로 부귀영화를 누릴 것으로 기대한다. 그러나 예상과는 달랐다. 천축국의 군인들이 그의 집에 폭탄을 설치해 그와 친하던 양아치 깡패들과 아들 히카루는 폭사했다. 그리고 베르하르트는 우연히 천축국의 '닥터 발렌티노'가 공평당원을 숙청하는 것을 목격한다. 그는 이것을 보고는 거지처럼 살아가게 된다. 그는 개천가에서 할 일이 지낸다. 우연히 서방 구조요원이 원조식량을 제공하는 곳에서 식량을 훔치게 된다. 구조요원이 발사한 총을 맞고 개천가에 떨어져 죽어가다가 히카루의 환상을 본다. 그리고, 그 둘의 영혼은 엄마를 찾아 어디론가로 떠난다.

## 등장 인물
- 베르하르트: 부패 경찰관. 공평당에 가입하나 천축국이 점령하자 숙청 대상이 된다. 그 후, 담벼락에서 히카루의 환상을 보며 죽어간다.
- 히카루: 베르하르트가 교도소의 여죄수와 낳은 사생아. 몸이 약하다.
- 닥터 발렌티노: 천축국의 스파이. 베르하르트에게 히카루의 치료약을 준다는 명목으로 공평당에 가입하게 한 다음, 천축국이 점령하자 숙청 대상으로 간주한다.
- 슈트란스키: 베르하르트의 동료 군인. 마지막까지 남동 항구에서 항전을 하나 도망칠 목적으로 '시동을 끄고 있지' 말라는 이중적인 면모도 있다.
- 베르하르트의 엄마: 외전 에서만 등장하는 인물. 베르하르트에게 당국 몰래 돼지고기를 구워다 준다.

## 관련 설정 및 지명
- 공평당 : 공산당이 모티브. 원래는 합법적인 정당이였으나 당국의 탄압이 심화되면서 천축국과 손을 잡과 불법 테러활동으로 노선을 변경했다. 그러나, 천축국이 점령하자 공평당은 숙청 대상으로 간주되어 당원들은 '사회주의식 환경정화기'[2]로 잔인하게 죽게 된다.
- 천축국 : 배후 세력. 미스터 발랜타인을 스파이로 두어 결국 국가를 멸망에 이르게 한다. 공명당을 숙청 대상으로 간주하고 있다.
- 남동 항구 : 슈트란스키 등 잔존 군인들이 최후까지 항전을 벌일만큼 국가에 있어서 중요한 무역 항.